# Bis(trifenylfosfino)platina(II)dichloride
Bis(trifenylfosfino)platinum chloride is een complex van het metaal platina en twee trifenylfosfine- en twee chloride-liganden. Zowel het gele cis- als het witte trans-complex zijn bekend, beide als vlak vierkante complex.

## Synthese
Het cis-isomeer wordt gemaakt door een oplossing van een platina(II)chloride te verwarmen in aanwezigheid van trifenylfosfine. Hieronder als voorbeeld de reactie met kaliumtetrachloroplatinaat:
K2PtCl4 + 2 PPh3 → cis-Pt(PPh3)2Cl2 + 2 KCl
Het trans-isomeer wordt gemaakt door het zogenaamde Zeise's zout te laten reageren met trifenylfosfine
KPt(C2H4)Cl3 + 2 PPh3 → trans-Pt(PPh3)2Cl2 + KCl + C2H4
Door het transcomplex te verwarmen in aanwezigheid van een overmaakt aan trifenylfosfine, wordt het trans-complex omgezet in het cis-complex. Het cis-complex is thermodynamisch gezien het stabielere complex door het het sterkere trans-effect.
Het complex ondergaat fotoisomerisatie.